# Bi Zhong
Bi Zhong, född 1 september 1968, är en friidrottare från Kina. Han deltog vid olympiska sommarspelen 1992.